# Rotativa ministerial

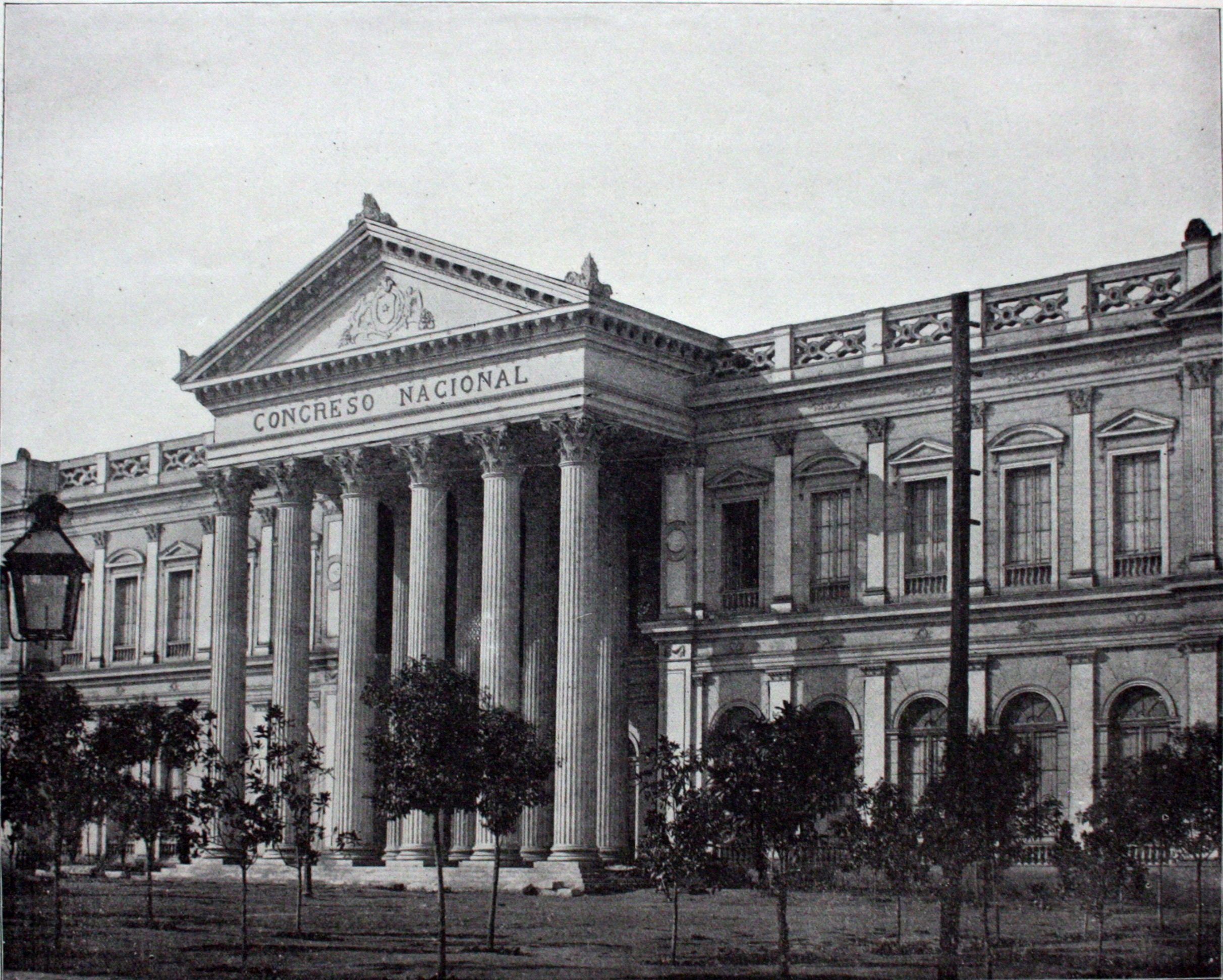
Congreso Nacional de Chile en 1895, centro y base del parlamentarismo chileno.

La rotativa ministerial fue una práctica política utilizada en Chile, principalmente en el período conocido como la República Parlamentaria (1891-1925), que consistía en la inestabilidad de los gabinetes nombrados por el presidente de la República, debido a las facultades que poseía el Congreso Nacional en cuanto a la interpelación de los ministros de Estado. De ahí que existía una continua «rotativa» o cambio de ministros, por lo que no era raro que el número de gabinetes por Presidente fuera siempre superior a 10.

## Origen
La interpelación a los ministros no fue una práctica establecida en la Constitución de 1833, sino más bien fue una interpretación amplia del artículo 88 señalaba que:

Luego que el Congreso abra sus sesiones, deberán los Ministros del Despacho darle cuenta del estado de la Nación, en lo relativo a los negocios del Departamento de cada uno de ellos.
Constitución de 1833

Finalmente esta práctica terminaría con la promulgación de la Constitución Política de la República de Chile de 1925, la que tuvo un carácter eminentemente presidencialista.

## Ministros por presidente
A continuación, la lista de presidentes que se vieron afectados por la "rotativa ministerial". Cabe destacar que en este periodo los ministerios eran seis: Ministerio del Interior, Ministerio de Relaciones Exteriores y Colonización, Ministerio de Hacienda, Ministro de Guerra y Marina, Ministerio de Justicia e Instrucción Pública y Ministerio de Industria, Obras Públicas y Ferrocarriles.
| Rotativa ministerial en el parlamentarismo chileno | Rotativa ministerial en el parlamentarismo chileno | Rotativa ministerial en el parlamentarismo chileno | Rotativa ministerial en el parlamentarismo chileno | Rotativa ministerial en el parlamentarismo chileno |
|                                                    | Presidente                                         | Periodo                                            | Gabinetes                                          | Ministros                                          |
| -------------------------------------------------- | -------------------------------------------------- | -------------------------------------------------- | -------------------------------------------------- | -------------------------------------------------- |
|                                                    | Jorge Montt                                        | 1891—1896                                          | 10                                                 | 40                                                 |
|                                                    | Federico Errázuriz Echaurren                       | 1896—1901                                          | 17                                                 | 59                                                 |
|                                                    | Germán Riesco                                      | 1901—1906                                          | 17                                                 | 73                                                 |
|                                                    | Pedro Montt                                        | 1906—1910                                          | 11                                                 | 43                                                 |
|                                                    | Ramón Barros Luco                                  | 1910—1915                                          | 15                                                 | 43                                                 |
|                                                    | Juan Luis Sanfuentes                               | 1915—1920                                          | 15                                                 | 55                                                 |
|                                                    | Arturo Alessandri                                  | 1920—1925                                          | 18                                                 | 76                                                 |